# Thiago Vecino
Thiago Vecino Berriel (Montevideo, Uruguay; 25 de febrero de 1999) es un futbolista uruguayo. Juega como delantero y su primer equipo fue Nacional. Actualmente se encuentra en Nizhniy Novgorod de la Liga Premier de Rusia.

## Trayectoria

### Nacional Sub-20
Vecino fue una parte importante para el triunfo de la Copa Libertadores Sub-20 de 2018. Anotó 3 goles en 5 partidos en el torneo.

### Nacional
Vecino hizo su debut profesional el 17 de agosto de 2019, en un partido que terminó 1–1 contra River Plate. Jugó los 90 minutos y marcó el único gol para su equipo. En esa temporada disputó 18 partidos y convirtió 3 goles.
En la temporada 2020 convirtió 2 goles en una destacada actuación frente Estudiante de Mérida, por Copa Libertadores que le dio el triunfo al equipo tricolor y posterior clasificación a octavos de final del certamen. En ese encuentro fue elegido MVP.
En las dos temporadas que estuvo en el Club Nacional de Football, convirtió 12 goles.
Se consagró bicampeón con el equipo tricolor, logrando obtener el campeonato uruguayo 2019 y 2020.
Además del torneo clausura 2019, el torneo intermedio 2020, y la supercopa uruguaya 2021.
Logró obtener los torneos amistosos internacionales Copa desafío de Campeones, frente al conjunto de River Plate argentino. Convirtiendo un gol en los 90' y otro en la tanda de penales.
Saitama cup, disputada en Japón, frente al Saitama.FC convirtiendo el único gol del encuentro.

### Liverpool
El 3 de enero de 2022, se hizo oficial su traspaso a Liverpool de Uruguay luego de quedar libre en Nacional.
En el conjunto de la cuchilla marcó 15 goles en 34 encuentros (2.125 minutos jugados, con un promedio de un gol cada 142 minutos).
Además de su registro goleador, brindó 7 asistencias, participando de esta manera en 22 goles en forma directa para su equipo. 
Con el equipo de Belvedere se consagró campeón del torneo apertura.
Vicecampeón del torneo intermedio.
Y vicecampeón del campeonato uruguayo, perdiendo la final del mismo con su anterior equipo el Club Nacional de football. En este último encuentro Vecino le convirtió un gol a su ex equipo, cumpliendo así con la "ley del ex".

### Unión de Santa Fe
El día sábado 14 de enero de 2023 se hizo oficial su llegada a Unión de Santa Fe de Argentina a préstamo por una temporada y con opción de compra.

## Estadísticas
- Actualizado al 14 de agosto de 2025

| Club                     | Div.                | Temporada           | Liga | Liga | Copa Nacional | Copa Nacional | Copa Internacional | Copa Internacional | Total | Total |
| Club                     | Div.                | Temporada           | PJ   | G    | PJ            | G             | PJ                 | G                  | PJ    | G     |
| ------------------------ | ------------------- | ------------------- | ---- | ---- | ------------- | ------------- | ------------------ | ------------------ | ----- | ----- |
| Nacional · Uruguay       | 1.ª                 | 2019                | 18   | 3    | -             | -             | 0                  | 0                  | 18    | 3     |
| Nacional · Uruguay       | 1.ª                 | 2020                | 28   | 4    | 1             | 0             | 6                  | 2                  | 35    | 6     |
| Nacional · Uruguay       | 1.ª                 | 2021                | 4    | 0    | -             | -             | 1                  | 0                  | 5     | 0     |
| Nacional · Uruguay       | Total               | Total               | 50   | 7    | 1             | 0             | 7                  | 2                  | 58    | 9     |
| Liverpool · Uruguay      | 1.ª                 | 2022                | 35   | 15   | -             | -             | 1                  | 0                  | 36    | 15    |
| Liverpool · Uruguay      | 1.ª                 | 2023                | 17   | 7    | -             | -             | -                  | -                  | 17    | 7     |
| Liverpool · Uruguay      | 1.ª                 | 2024                | -    | -    | 2             | 1             | -                  | -                  | 2     | 1     |
| Liverpool · Uruguay      | Total               | Total               | 52   | 22   | 2             | 1             | 1                  | 0                  | 55    | 23    |
| Unión Argentina          | 1.ª                 | 2023                | 11   | 0    | 0             | 0             | -                  | -                  | 11    | 0     |
| Unión Argentina          | Total               | Total               | 11   | 0    | 0             | 0             | 0                  | 0                  | 11    | 0     |
| Vélez Argentina          | 1.ª                 | 2024                | 0    | 0    | 9             | 0             | -                  | -                  | 9     | 0     |
| Vélez Argentina          | Total               | Total               | 0    | 0    | 9             | 0             | 0                  | 0                  | 9     | 0     |
| Huachipato · Chile       | 1.ª                 | 2024                | 12   | 7    | 1             | 0             | 2                  | 0                  | 15    | 7     |
| Huachipato · Chile       | Total               | Total               | 12   | 7    | 1             | 0             | 2                  | 0                  | 15    | 7     |
| Nizhniy Novgorod · Rusia | 1.ª                 | 2024/25             | 9    | 1    | -             | -             | -                  | -                  | 9     | 1     |
| Nizhniy Novgorod · Rusia | 1.ª                 | 2025/26             | 3    | 1    | 2             | 0             | -                  | -                  | 5     | 1     |
| Nizhniy Novgorod · Rusia | Total               | Total               | 12   | 2    | 2             | 0             | 0                  | 0                  | 14    | 2     |
| Total en su carrera      | Total en su carrera | Total en su carrera | 137  | 38   | 15            | 1             | 10                 | 2                  | 162   | 41    |

## Palmarés

### Campeonatos nacionales
| Título              | Club            | País      | Año  |
| ------------------- | --------------- | --------- | ---- |
| Torneo Clausura     | Nacional        | Uruguay   | 2019 |
| Campeonato Uruguayo | Nacional        | Uruguay   | 2019 |
| Torneo Intermedio   | Nacional        | Uruguay   | 2020 |
| Campeonato Uruguayo | Nacional        | Uruguay   | 2020 |
| Supercopa Uruguaya  | Nacional        | Uruguay   | 2021 |
| Torneo Apertura     | Liverpool       | Uruguay   | 2022 |
| Torneo Clausura     | Liverpool       | Uruguay   | 2023 |
| Campeonato Uruguayo | Liverpool       | Uruguay   | 2023 |
| Supercopa Uruguaya  | Liverpool       | Uruguay   | 2024 |
| Liga Profesional    | Vélez Sarsfield | Argentina | 2024 |

### Copas internacionales
| Título                   | Club     | Sede    | Año  |
| ------------------------ | -------- | ------- | ---- |
| Copa Libertadores Sub-20 | Nacional | Uruguay | 2018 |